# Metaloceny

Metaloceny,
M = atom kovu

Metaloceny jsou sloučeniny s obecným vzorcem (C5R5)2M, které jsou tvořeny dvěma cyklopentadienylovými kruhy vázanými k atomu kovu.

## Názvosloví
Název metalocen je odvozen od prvního připraveného zástupce této skupiny látek – ferrocenu. Jeho systematický název je bis(η5–cyklopentadienyl)železo. Řecké písmeno eta označuje hapticitu, což je počet vazeb mezi atomem kovu a ligandem.

## Vlastnosti metalocenů
Tyto látky jsou stabilní za vysokých teplot (nad 500 °C). Všechny neutrální metaloceny jsou rozpustné v běžných organických rozpouštědlech. Ve vakuu sublimují.
Jsou známy metaloceny od všech 3d prvků. S výjimkou ferocenu a pár jiných se jedná o sloučeniny citlivé na vzduch. Jsou paramagnetické nebo diamagnetické (podle typu vázaného kovu) a (ne)mají zcela zaplněnou valenční elektronovou slupku.
Rentgenová strukturní analýza ukázala, že cyklopentadienylové kruhy mohou být v zákrytové nebo střídavé konformaci. U nesubstituovaných molekul je energetický rozdíl mezi konformacemi pouze 8 kJ/mol. Ferocen a osmocen mají zákrytovou konformaci za nízkých teplot, zatímco pentamethylcyklopentadienylové komplexy díky sterickým nárokům methylových skupin vykazují pouze střídavou konformaci.